# Вырзилковци
Вырзилковци (болг. Вързилковци) — село в Болгарии. Находится в Великотырновской области, входит в общину Елена. Население составляет 8 человек (2022).

## Административная ситуация
Вырзилковци подчиняется непосредственно общине и не имеет своего кмета.
Кмет (мэр) общины Елена — Сашо Петков Топалов (Болгарская социалистическая партия (БСП)) по результатам выборов.